# Niurka Curbelo
Niurka Curbelo (La Habana, Cuba) es una cantautora y productora mexicana de origen cubano con una trayectoria internacional

## Biografía
Es una cantautora y productora y entrenadora musical independiente, nacida en la Ciudad de La Habana, Cuba. Inició su carrera artística de manera autodidacta con tan solo 7 años. Compone su 1.ª canción "Palmera" a los 9 años y estudia guitarra y tres cubano junto al maestro Cotan. Fueron varios los premios y reconocimientos obtenidos mientras estudia Guitarra Clásica en el Conservatorio Alejandro García Caturla y en la ENA (Escuela Nacional de Arte). 
A los 16 años integra el Movimiento de la Nueva Trova y años más tarde crea el grupo musical SOS. En el año 1992 ingresa a la Fundación Pablo Milanés con su grupo femenino Azúcar Latina, una de las primeras agrupaciones femeninas en el ámbito musical cubano y comienza a realizar una serie de conciertos en los foros más importantes, entre ellos: el Teatro Nacional de Cuba, el Museo Nacional de Bellas Artes. Entre otras de sus actividades, trabaja durante cinco años como Terapeuta Musical en la escuela para niños con discapacidad intelectual La Castellana, donde aprende a ver la vida desde el ángulo humanitario.
- 1993 - Es invitada a México, por el instituto Oaxaqueño de las Culturas a representar a Cuba el Festival Oaxaqueño de las Culturas Populares. Tiempo después, Niurka se nacionalizó mexicana.

- 1994 y 1996 - Realiza una serie de giras por toda la República Mexicana y comparte escenario con artistas nacionales e internacionales como Pancho Céspedes, David Torrens, Elena Burque, El Negro Ojeda y muchos más. Graba de manera independiente el disco Tu me hechizas bajo la producción musical de Aneiro Taño, donde comparte con músicos como: Amaury Gutiérrez, La Baby Batiz, entre otros.

- 1997 - Firma con la compañía disquera Warner Music México, la editora Peer Music EUA y SGAE España.

- 1999 - Lanza ¨Quiero vivir¨ producido por el productor de los éxitos más importantes de Shakira, Luis Fernando Ochoa, haciéndose merecedora por la prensa mexicana del sobrenombre de la Tracy Chapman Latina. Participa con gran aceptación en el Festival Cultural del Barrio Antiguo de Monterrey.

- 2000 - El 23 de junio es invitada a compartir escenario junto el grupo español Presuntos Implicados en el Auditorio Nacional de la Ciudad de México. Participa nuevamente con gran aceptación en el Festival Cultural del Barrio Antiguo de Monterrey.

- 2001 - Niurka da a conocer “Todo podría cambiar” bajo la producción de Nacho Mañó, donde interpreta a dueto el tema de su inspiración Juro, junto a la cantante Soledad Giménez, vocalista del grupo español Presuntos Implicados, este material la consolida en el panorama cantautoral obteniendo así una gran aceptación y reconocimiento por parte del público. También en el 2001 interpreta junto al cantautor Edgar Oceransky en su primer material discográfico (llamado “Estoy aquí” bajo el sello Sony Music) el tema ¨Imágenes de Ana¨. Graba el Concierto Total con el canal de videos de mexicano Ritmo son Latino, el cual es difundido en América Latina, Estados Unidos y España. Realiza un concierto masivo en la Macroplaza (Explanada de los Héroes) dentro del Festival Cultural del Barrio Antiguo de la ciudad de Monterrey.

- 2002 - Es nominada a los Premios Lucas de Cuba en la categoría video pop femenino. Participa nuevamente en el Festival Cultural del Barrio Antiguo de la ciudad de Monterrey.

- 2003 - Graba en EUA el disco “Mala manía” bajo la producción de Hal S. Batt (Productor Musical de Julio Iglesias) y se reencuentra con su compañera de escuela Alma Rosa Castellanos, deciden unir sus voces y surge el proyecto Santamorena, dueto acústico a guitarra y voz.

- 2004 Se estrena como Productora Musical, lanzando de manera independiente el disco “Alma y Niurka”, grabado en vivo en el SOB'S, el club más importante de World Music en New York y realiza presentaciones importantes en el club de jazz Blue Note NY y otras ciudades de EUA. También participan como artistas invitadas y actrices en la comedia musical "Entiéndeme tu a mi" de Eloy Arenas, dirigida por el actor y director español Juan Manuel Cifuentes, e interpretada por el actor venezolano Raúl González (Locutor de Despierta América), el actor puertorriqueño Pedro Telemaco, puesta en escena en el Teatro Venevisión Internacional de Miami.

- 2005 a 2007 - Santamorena realiza la gira "Tour Acoustic Voices" por Francia, España, Suiza, Italia, Ámsterdam, Alemania, Tunisia, Holanda, Marruecos, Portugal, compartiendo escenario junto a la Orquesta Sinfónica de la Ópera de París (ante 40,000 personas en el Festival Violon Sur Le Sable), junto Raúl Paz (Cuba) en el Elysee Montmartre de París, Femi Kuti (Nigeria), Souad Massi (Argelia) y muchos más. También comparten escenario en el Festival Latinos Tabarka junto a Son Trinidad (Cuba), Los Bucaneros (Brasil).

- 2009 - Crea y comienza a grabar el disco Santamorena Band, grupo femenino integrado por 6 talentosas mujeres y realiza una gira por las principales ciudades de EUA y también gira por EUA tocando el bajo junto a la cantautora María Isabel Saavedra (compositora colombiana de temas interpretados por Óscar de León, La India, entre otros).

- 2011 - Renueva Santamorena y regresa al formato de dueto junto a la cantautora mexicana Ivette Guadarrama, graba nuevo disco “Abre la puerta” producido por el cantautor nominado al Grammy Edgar Oceransky, comenzando una gira como artistas invitadas de Reyli Barba y Edgar Oceransky llamada "Sumando Amor" por las ciudades más importantes de México.
- 2013 - Retoma su carrera de solista y realiza la gira “Compositores más que cómplices” por toda la república mexicana junto a Omar Aldama, Jaime Flores y Bruno Danzza.

Ha compartido escenario con otros grandes de la música como Yordano D' Marzo, Locos por Juana, DJ Spam, Susana Zabaleta, Aranza, Tania Libertad y muchos más y ha escrito canciones junto a Luis Enrique (El Príncipe de la Salsa), Fernando Osorio (compositor de La negra tiene tumbao) y para intérpretes como Aranza (México), Sol (Argentina), Estrella (México), tercer lugar de la primera generación de La Academia, Melina León (Puerto Rico), Aristía (Chile), etc.
Las canciones de Niurka pueden ser descritas como algo absolutamente emocional y lleno de amor. Como solista, productora y compositora ha expuesto su talento en diferentes proyectos y grandes escenarios que han hecho de Niurka Curbelo una figura representativa. Niurka Curbelo, es una excelente cantautora y músico, una intérprete con propuesta real, llena de talento, sensibilidad y credibilidad, además de una gran fuerza escénica y la sensualidad de una mulata cubana que se conjuga con sus dotes excepcionales para tocar la guitarra.

## Discografía
- 1990 - Reflejos - Grabado bajo la producción de Niurka Curbelo (Independiente)

- 1996 - Tu me hechizas - Grabado bajo la producción de Aneiro Taño (Independiente)
- 2000 - Quiero Vivir - Grabado bajo la producción de Luis Fernando Ochoa - Warner Music México

- 2001 - Todo podría cambiar - Grabado bajo la producción de Nacho Mañó - Warner Music México
- 2003 - Mala manía - Grabado bajo la producción de Ramón Arias y Hall S. Batt - Peer Music EUA

- 2004 - Alma y Niurka - Grabado bajo la producción de Niurka Curbelo y SOB'S New York
- 2009 - Santamorena Band- Grabado bajo la producción de Niurka Curbelo y Sergio López (Independiente)

- 2011 - Abre la puerta - Grabado bajo la producción de Edgar Oceransky (Independiente)

## Colaboraciones
- 2001 - "Juro" - Dueto con Sole Giménez en el disco ‘Todo podría cambiar’

- 2001 - "Imágenes de Ana" - Dueto con Edgar Oceransky en el disco ‘Estoy aquí’